# Кубок Словенії з футболу 2007—2008
Кубок Словенії з футболу 2007–2008 — 17-й розіграш кубкового футбольного турніру в Словенії. Титул вперше здобув Інтерблок.

## Календар
| Раунд        | Дата              | Матчі | Клуби   |
| ------------ | ----------------- | ----- | ------- |
| Перший раунд | 22 серпня 2007    | 9     | 30 → 21 |
| Другий раунд | 5 вересня 2007    | 5     | 21 → 16 |
| 1/8 фіналу   | 19 вересня 2007   | 8     | 16 → 8  |
| 1/4 фіналу   | 24 жовтня 2007    | 4     | 8 → 4   |
| 1/2 фіналу   | 16/30 квітня 2008 | 4     | 4 → 2   |
| Фінал        | 13 травня 2008    | 1     | 2 → 1   |

## Перший раунд
Клуб Одранці пройшов до наступного раунду після жеребкування.
| Команда 1         | Рахунок        | Команда 2        |
| ----------------- | -------------- | ---------------- |
| 22 серпня 2007    |                |                  |
| Буковці           | 2:1            | Вержей           |
| Дравіня           | 4:2            | Чреншовці        |
| Кршко             | 9:1            | Пеца             |
| Малечник          | 4:0            | Чарда            |
| Стойнці           | 4:2            | Сливниця         |
| Ізола             | 4:1            | Тінекс (Шенчур)  |
| Олімпія (Любляна) | 5:2            | Адріа            |
| Толмин            | 2:2 пен. 10:11 | Анкаран Хрватіні |
| Триглав           | 5:0            | Загор'є          |

## Другий раунд
| Команда 1        | Рахунок | Команда 2         |
| ---------------- | ------- | ----------------- |
| 5 вересня 2007   |         |                   |
| Буковці          | 0:5     | Малечник          |
| Кршко            | 4:1     | Одранці           |
| Стойнці          | 1:4     | Дравіня           |
| Анкаран Хрватіні | 0:6     | Олімпія (Любляна) |
| Триглав          | 1:2     | Ізола             |

## 1/8 фіналу
| Команда 1              | Рахунок      | Команда 2         |
| ---------------------- | ------------ | ----------------- |
| 19 вересня 2007        |              |                   |
| Бела Країна            | 3:1          | Гориця            |
| Домжале                | 7:1          | Малечник          |
| Марибор                | 4:1          | Дравіня           |
| Драва (Птуй)           | 0:1          | Олімпія (Любляна) |
| Цельє                  | 6:1          | Ізола             |
| Інтерблок              | 2:2 пен. 7:6 | Примор'є          |
| Кршко                  | 1:3          | Нафта             |
| Лівар (Іванчна Гориця) | 1:4          | Копер             |

## 1/4 фіналу
| Команда 1      | Рахунок | Команда 2         |
| -------------- | ------- | ----------------- |
| 24 жовтня 2007 |         |                   |
| Домжале        | 3:1     | Цельє             |
| Марибор        | 3:1     | Олімпія (Любляна) |
| Інтерблок      | 3:1     | Нафта             |
| Бела Країна    | 0:1     | Копер             |

## 1/2 фіналу
| Команда 1         | Заг. | Команда 2 | 1-й матч | 2-й матч |
| ----------------- | ---- | --------- | -------- | -------- |
| 16/30 квітня 2008 |      |           |          |          |
| Інтерблок         | 5:3  | Копер     | 2:1      | 3:2      |
| Марибор           | 2:1  | Домжале   | 1:0      | 1:1      |

## Фінал
| 13 травня 2008 |

| Інтерблок        | 2:1      | Марибор     |
| ---------------- | -------- | ----------- |
| Ракович 31', 71' | Протокол | Попович 52' |

| Арена Петрол, Цельє Глядачів: 5 400 Арбітр: Дамир Скомина |